# 大豊産業
大豊産業株式会社（たいほうさんぎょう、英: TAIHO Industrial Corporation）は、香川県高松市に本社を置く、制御・計装機器の販売や保守、電気・通信・土木工事を行う技術商社。
主に大手化学工場、石油精製工場、原子力発電所、薬品工場、食品工場、製紙工場などとの取引を主とする。近年はセンシンロボティクスへの出資や畜産業界向けに死亡鶏を検知する
自動走行ロボットを自社開発するなど、新規分野への投資を積極的に行なっている。2021年2月22日付で日本治具の株式を取得し、子会社化。
2023年4月にSkyDriveと空飛ぶクルマの機体「SD-05」のプレオーダー契約を結び、同社に対し出資。

## 概要
1949年10月、乾功を社長とし、大豊産業株式会社が高松市塩上町に資本金15万円で設立される。その後、日本発送電四国支店（現・四国電力）との取引を開始。以降は電気機材卸を中心とする。
四国電力グループ企業を主要取引先として、横河電機や四国内の大手工場とも取引を拡大、現在約3000社以上の取引先を持つ。
2022年には電気自動車のシェアリング事業に参入。

## 沿革
- 1949年（昭和24年）10月 - 資本金15万円にて高松市御坊町に設立。
- 1952年（昭和27年）7月 - 資本金を60万円に増資。
- 1955年（昭和28年）9月 - 新居浜支店を開設。
- 1956年（昭和31年）2月 - 資本金を120万円に増資。
- 1957年（昭和32年）7月 - 松山支店を開設。
- 1966年（昭和41年）6月 - 資本金を480万円に増資。
- 1968年（昭和43年）7月 - 技術部を分離し、ユタカ計装株式会社を資本金300万円にて設立。
- 1969年（昭和44年）7月 - 資本金を720万円に増資。
- 1970年（昭和45年）1月 - 徳島支店を開設。
- 1972年（昭和47年）
  - 8月 - 資本金を1,000万円に増資。
  - 10月 - 高知支店を開設。
- 1986年（昭和61年）4月 - 本社を高松市屋島西町に移転。
- 1992年（平成4年）10月 - 八幡浜営業所を開設。
- 1994年（平成6年）5月 - 資本金を1,920万円に増資。
- 2002年（平成14年）9月 - 資本金を2,000万円に増資。
- 2005年（平成17年）4月 - ユタカ計装株式会社と事業統合。
- 2006年（平成18年）3月 - 東京営業所を開設。
- 2008年（平成20年）
  - 4月 - 八幡浜営業所、東京営業所が支店へ昇格。
  - 9月 - 資本金を8,000万円に増資。
- 2010年（平成22年）7月 - 新立電機株式会社を事業統合によりグループ会社化。
- 2011年（平成23年）4月 - 関西営業所を開設。
- 2013年（平成25年）2月 - 台湾大豊産業有限公司を設立。
- 2016年（平成28年）
  - 4月 - 大豊G&N株式会社を設立。
  - 8月 - 本社を高松市寿町に移転、香川支店を高松支店に変更。
- 2017年（平成29年）2月 - 高知支店を高知市薊野中町に移転。
- 2018年（平成30年）3月 - 株式会社土井製作所を経営統合によりグループ会社化。
- 2019年（平成31年/令和元年）
  - 2月 - 有限会社ヤザックを経営統合によりグループ会社化。
  - 4月 - 西讃営業所を綾歌郡宇多津町に開設。
- 2020年（令和2年）
  - 4月 - 今治営業所を今治市北宝来町に開設。
  - 6月 - 株式会社センシンロボティクスに出資。
  - 10月 - 自律走行型ケージ監視システム「Robococco」を発表。
- 2021年（令和3年）
  - 2月 - 日本治具株式会社の株式を取得し、子会社化。
  - 3月 - 有限会社ヤザックを吸収合併、神奈川事業所に変更。
  - 4月 - 東日本支社を群馬県太田市に新設。
- 2022年（令和4年）4月 - 電気自動車のシェアリング事業に参入。
- 2023年（令和5年）4月 - タイ法人「Thai Taiho Co.,Ltd.」を設立。

## 営業拠点
- 本社 - 香川県高松市寿町1丁目1番12号　パシフィックシティ高松ビル9階
- 高松支店 - 香川県高松市屋島西町1902-1
- 新居浜支店 - 愛媛県新居浜市船木甲4364-2
- 松山支店 - 愛媛県松山市姫原3丁目3-40
- 八幡浜支店 - 愛媛県八幡浜市郷4丁目370-9
- 高知支店 - 高知県高知市薊野中町33-50
- 徳島支店 - 徳島県徳島市中島田町4丁目50-6
- 東京支店 - 東京都品川区北品川1丁目11-1　寿ビル3階
- 西讃営業所 - 香川県綾歌郡宇多津町浜六番丁84
- 今治営業所 - 愛媛県今治市北宝来町1丁目5-3　真栄美ビル4F
- 伊方作業所 - 愛媛県西宇和郡伊方町九町コチワキ3番耕地40-3
- 関西営業所 - 大阪府吹田市広芝町8-12　第3マイダビル407
- 神奈川事業所 - 神奈川県相模原市緑区西橋本5丁目4-30　さがみはら産業創造センターSIC-2 2204
- 東日本支社 - 群馬県太田市東金井町1317-2

## 関連企業
- 新立電機株式会社 - 山口県下松市東海岸通り1-10
- 光映電工株式会社 - 愛媛県八幡浜市郷4丁目370-9
- 大豊G&N株式会社 - 東京都品川区北品川1丁目11-1
- 株式会社土井製作所 - 東京都江東区東陽5丁目30-13　東京原木会館5F
- 日本治具株式会社 - 群馬県太田市東金井町1317-2